# Nike Orion

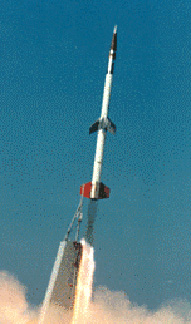
Um foguete Nike Orion em voo

Nike Orion é um foguete de sondagem de origem norte-americana, de dois estágios, sendo que o primeiro estágio era o foguete auxiliar Nike que era a base do projeto Nike, do exército Americano, e o segundo estágio era um foguete Orion. O Nike Orion é um foguete de 9 m de altura, tem um diâmetro de 0.42 m, pesa 1.100 kg no lançamento, um empuxo de 217 kN e um apogeu de 140 km.

## Ligações Externas
- http://www.astronautix.com/lvs/nikorion.htm